# Ђињола (Маса-Карара)
Ђињола је насеље у Италији у округу Маса-Карара, региону Тоскана.
Према процени из 2011. у насељу је живело 88 становника. Насеље се налази на надморској висини од 484 м.